# Sheila Keith
Sheila Keith est une actrice écossaise née le 9 juin 1920 à Aberdeen, décédée le 14 octobre 2004 à Chertsey, Royaume-Uni.

## Biographie
Elle est surtout connue pour son travail dans des films d'horreur de Pete Walker (dont elle était l'actrice fétiche).

## Filmographie
- 1974 : Flagellations (House of Whipcord) : Walker
- 1974 : Frightmare : Dorothy Yates
- 1976 : Mortelles Confessions (House of Mortal Sin) : Miss Brabazon
- 1978 : Retour : Madame B.
- 1983 : Le Manoir de la peur : Victoria Grisbane